# 多摩レイクサイドFM
特定非営利活動法人多摩レイクサイドFM（たまレイクサイドエフエム）は、東京都東村山市の一部地域を放送区域として超短波放送（FM放送）を営む特定地上基幹放送事業者である。
多摩レイクサイドFM（通称としてFM79が併用されたこともあった。）の愛称でコミュニティ放送を行っている。

## 概説
ミニFM「FMひがしむらやま」(1984年〈昭和59年〉 - )が前身となり、2004年（平成16年）開局。
2006年（平成18年）6月までの法人名称は「ひがしむらやまエフエム」。特定非営利活動法人のコミュニティ放送局としては、最も早い免許申請であった（開局は京都コミュニティ放送に次ぎ2番目）。
『タブーに捉われない放送局』を目指して開局、当初は多数のジャーナリストがパーソナリティに加わっていた。
東京都東村山市の市議会会派「草の根市民クラブ」所属の市議の1人が監事・メインパーソナリティ、もう1人の市議が事務局長・番組制作部長をつとめている。同会派の主張を反映して創価学会批判の番組を持つ。
2005年（平成17年）に民主党国会議員石井一・前田雄吉らの流通ビジネス議員連盟による番組「ネットワーク・プラザ」を放送した。
NPOコミュニティ放送全国協議会（2006年発足）の当初の代表世話人であった。
2021年現在では番組枠販売も行っており、地元アーティスト等の音楽番組も放送されている。
東京都内のコミュニティFM局の中では唯一インターネットによるサイマルラジオ、及びアプリでの同時放送を行っていない。そして番組のネットも含めて、周辺の局との接点も全くない。

## 主な番組
- ニュースワイド多摩: 放送時間の1/4を占める。地元市議会議員・地方紙発行人でもある法人監事が自らパーソナリティをつとめ、女性アシスタントが朗読する『東村山市民新聞』『読売新聞』『毎日新聞』などの記事に、解説・論評を加える。
- 夢配達ラジオ（2005～2013年の再放送）（毎日 5:00 - 6:00、9:00 - 10:00、17:00 - 18:00、深夜1:00 -

2:00）
- 朝のバロック音楽（毎日 8:00 - 9:00）
- ラジオ小説（毎日 10:00 - 11:00、18:00 - 19:00）
- 午前のクラシック音楽（月 - 金　11:00 - 12:00）
- 夜のクラシック音楽（月・土 19:00 - 20:00）
- 洋楽オールディーズ（火 - 金 19:00 - 20:00）
- 増山麗奈のドラゴンジャーナル（月（日曜）深夜0:00 - 00:30、月　7:00 - 7:30、火（水曜深夜）　0:30 - 1:00、水　21:00 - 21:30、木　22:30 - 23:00）[6]
- 宮本徹のざっくばらん[7]
- 寄っといで！アビィ道路スタジオ
- 宮本徹のざっくばらん[8]
- 知られざる名曲[9]
- 壽太郎の家[10]
- 金原亭駒平・世之介の 今夜たまたま開店日です[11]（火 13:00 - 14:00、木 21:00 - 22:00、土曜深夜 3:00 - 4:00、日 11:00 - 12:00、19:00 - 20:00）
- 壽亭壽太郎の落語特選[12]
- 悪ノリ！JUSTICE[13]
- α-sense’sのα-ch!（火　23:30 - 24:00、木　22:00 - 22:30）[14]
- 金曜夜のクラシック音楽（金曜深夜 0:00 - 1:00）
- ジャズの時間（土 7:00 - 8:00）
- 帰ってきた大人チャレンジ（土 22:30 - 23:00）
- 音楽発見バラエティ あげらじ[15]
- 音坂いよの燦々日和（日 6:00 - 7:00）
- クラシックを聴こう！（日 22:00 - 23:00）
- 朗読「鬼平犯科帳」
- 検証創価学会 - 政教分離を考える会[16]、日本を護る市民の会の会員出演の宗教番組。
- メディア時評
- 梶原和義（かじわらかずよし）の人間宇宙論PART3 エフエムみっきぃ制作・宗教番組

## 主なパーソナリティ
- 矢野穂積：法人監事を兼務
- 乙骨正生：法人理事を兼務
- 段勲
- 布施哲也：東京都清瀬市議会議員

### 過去のパーソナリティ
- 斎藤貴男
- 溝口敦
- 岡本厚
- 魚住昭
- 森達也
- 宮崎学
- 本郷健
- 国松昭
- 屋山太郎
- 川崎泰資
- 元木昌彦
- 小関順二
- 二木啓孝
- 岩瀬達哉
- 木下厚
- 降旗節雄
- 落語家らぶ平

## 裁判事案
2012年（平成24年）12月18日、最高裁判所の上告棄却により、東村山市議会議員の薄井政美に対する放送が名誉毀損にあたるとして、薄井に対し損害賠償と謝罪放送を行うことを命ずる東京高等裁判所の判決が確定した。この裁判では、監事を務める矢野穂積、事務局長、番組制作部長を務める朝木直子もまた被告となっており、損害賠償が命ぜられている。訴因は、矢野と朝木の薄井に対する「セクハラ市議」「風俗マニア」「職業安定法違反」「薬事法違反」という宣伝活動であった。